# Wet Smet-Tobback

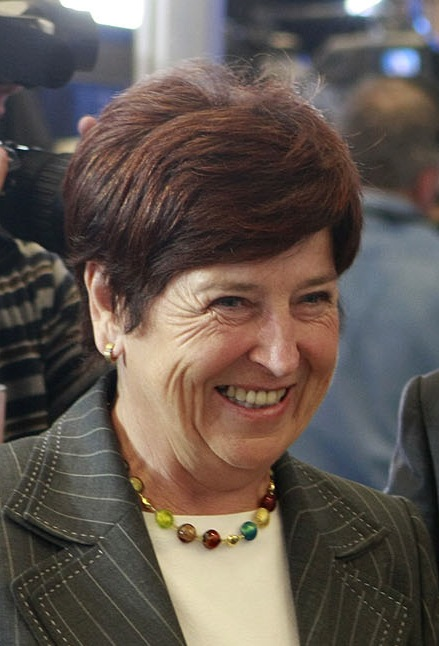
Miet Smet

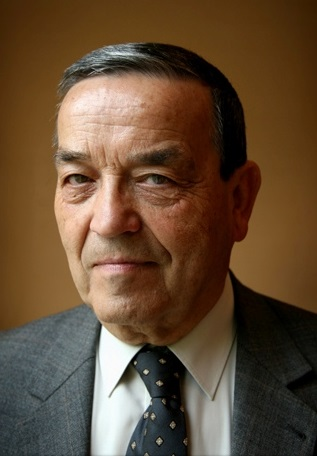
Louis Tobback

De wet Smet-Tobback ofwel de 'wet ter bevordering van een evenwichtige verdeling van mannen en vrouwen op de kandidatenlijsten voor de verkiezingen' van 24 mei 1994, bepaalt in België dat op een kieslijst het aantal kandidaten van hetzelfde geslacht niet meer dan twee derde mag bedragen. Deze wet heeft tot doel een evenwichtige verdeling van mannen en vrouwen op de kandidatenlijsten voor verkiezingen te bevorderen. De wet is genoemd naar de initiatiefnemers Miet Smet en Louis Tobback.
De 'wet Smet-Tobback' werd voor de eerste keer toegepast bij de Europese, regionale en parlementsverkiezingen van 13 juni 1999 en daarna op lokaal niveau bij de gemeente- en provincieraadsverkiezingen van 8 oktober 2000.
Van 1999 tot 2003 werkten de federale regering en het parlement verder aan het uitwerken van een beleid voor een betere vrouwelijke vertegenwoordiging in de verschillende uitvoerende machten van België. Op 21 februari 2002 volgde een grondwetswijziging waar het beginsel van het fundamentele recht op gelijkheid van mannen en vrouwen werd in opgenomen, via de wijziging van artikel 10 en de invoeging van een artikel 11bis. Daaropvolgend werden in 2002 een aantal pariteitswetten aangenomen. De wet Smet-Tobback van 1994 verbood de politieke partijen om hun lijsten samen te stellen met meer dan twee derde aan kandidaten van hetzelfde geslacht. De pariteitswetten gingen nog verder en bepaalden dat het verschil tussen het aantal kandidaten (effectieven of plaatsvervangers) van elk geslacht niet groter mag zijn dan één.

## Voorgeschiedenis
In 1929 werd de eerste vrouw lid van de Kamer van volksvertegenwoordigers maar de vrouwelijke aanwezigheid bleef tijdens het interbellum heel beperkt. Het aantal gekozen vrouwen nam pas echt toe nadat op 27 maart 1948 het vrouwenkiesrecht werd verleend, hoewel dit niet meteen leidde tot een massale feminisering van het politieke leven. Pas na de inwerkingtreding van de wet Smet-Tobback bereikte de vrouwelijke vertegenwoordiging een min of meer acceptabel niveau.

## Fasen
Naar aanleiding van een regeringsakkoord van 7 maart 1992 verplichtte de regering zich tot het nemen van bepaalde initiatieven om een grotere deelname van vrouwen aan het politieke leven te waarborgen. In 1992 stelden Louis Tobback, destijds minister van Binnenlandse Zaken, en Miet Smet, minister van Tewerkstelling en Arbeid, belast met het Beleid van Gelijke Kansen voor Mannen en Vrouwen, een wetsvoorontwerp voor, waarin, zonder overgangsbepalingen, een maximum van twee derde kandidaten van hetzelfde geslacht op de kieslijsten werd opgelegd. Dit wetsontwerp werd op 4 december 1992 door de ministerraad goedgekeurd. Het wetsontwerp werd niet onmiddellijk aan het Parlement voorgelegd en uit contacten met de verschillende fracties blijkt dat de meerderheid ervan uitgaat dat er niet over dit wetsvoorstel gestemd zal worden. Bovendien bracht de Raad van State een negatief advies uit en betwistte de rechtmatigheid van de sancties die in dit wetsontwerp werden opgenomen. Uiteindelijk zou het wetsvoorstel eind oktober 1993 worden aangenomen.
In november 1993 bracht de Raad van State opnieuw advies uit en stelde dat de voorgestelde sanctie, namelijk de verplichting dat de overtredende lijst in verhouding tot twee derde onvolledig is, "kan leiden tot het intrekken van het recht om zich kandidaat te stellen en het recht om gekozen te worden" niet in overeenstemming was met de geldende grondwettelijke regels. De Raad van State stelde daarom voor om dit probleem te verhelpen door de Grondwet te herzien en daarin het beginsel van evenwichtige vertegenwoordiging van mannen en vrouwen op de kieslijsten op te nemen. Het wetsvoorstel werd het onderwerp van een lang en verhit parlementair debat. Ten slotte werd de wet op 24 mei 1994 aangenomen en op 1 juli 1994 in het Belgisch Staatsblad gepubliceerd.